# Sznury
Sznury (prononciation [ˈʂnurɨ]) est une localité de la gmina de Tomaszów Lubelski, du powiat de Tomaszów Lubelski, dans la voïvodie de Lublin, située dans le sud-est de la Pologne.
Elle se situe à environ 3 kilomètres à l'est de Tomaszów Lubelski (siège de la gmina et du powiat) et 108 kilomètres au sud-est de Lublin (capitale de la voïvodie).

## Administration
De 1975 à 1998, la localité était attachée administrativement à l'ancienne voïvodie de Zamość.

Depuis 1999, elle fait partie de la nouvelle voïvodie de Lublin.